# All I Want
«All I Want» és el sisè senzill de la banda californiana The Offspring, i el primer de l'àlbum Ixnay on the Hombre. Fou publicat el darrer dia de l'any de 1996 i és el més curt de la seva trajectòria amb 1:55 minuts. Posteriorment fou inclosa en la compilació grans èxits Greatest Hits (2005).

## Informació
Dexter Holland va compondre la cançó originalment per participar en un concurs de composició creat per Bad Religion a Epitaph Records amb el títol de «Protocol» i amb una lletra complexa quant a vocabulari per assemblar-se a moltes de les cançons de Bad Religion. Tanmateix, Brett Gurewitz, propietari d'Epitaph i guitarrista de Bad Religion, li va proposar de tocar-la en acústic i afegir altres canvis. Holland va rebutjar la proposició i va reescriure la lletra per tenir un estil més semblant a The Offspring.
El videoclip del senzill fou dirigit David Yow i The Jesus Lizard, i barrejava imatges de la banda interpretant la cançó amb les d'un home que sembla rebel·lar-se contra la societat. Entremig també hi apareix un home que porta una màscara tapant-li la cara i que toca el piano, posteriorment es va confirmar que es tracta de Buzz Osborne. Fou inclòs en la compilació de videoclips Complete Music Video Collection (2005.
La cançó fou utilitzada en el videojoc de Sega, Crazy Taxi per diverses de les seves consoles, i també estigué disponible com a material descarregable del videojoc musical Rock Band.

## Llista de cançons

### Senzill CD
| Núm. | Títol                               | Durada |
| ---- | ----------------------------------- | ------ |
| 1.   | «All I Want»                        | 1:55   |
| 2.   | «Way Down the Line»                 | 2:37   |
| 3.   | «Smash It Up» (cover de The Damned) | 3:25   |